# برج سنگی میانی روستای گذرخانی
برج سنگی میانی روستای گذرخانی مربوط به سدهٔ ۵ و ۶ ه.ق است و در شهرستان فیروزکوه، روستای گذر خانی واقع شده و این اثر در تاریخ ۵ آذر ۱۳۸۰ با شمارهٔ ثبت ۴۴۰۸ به‌عنوان یکی از آثار ملی ایران به ثبت رسیده است.